# Quartier de la Roquette

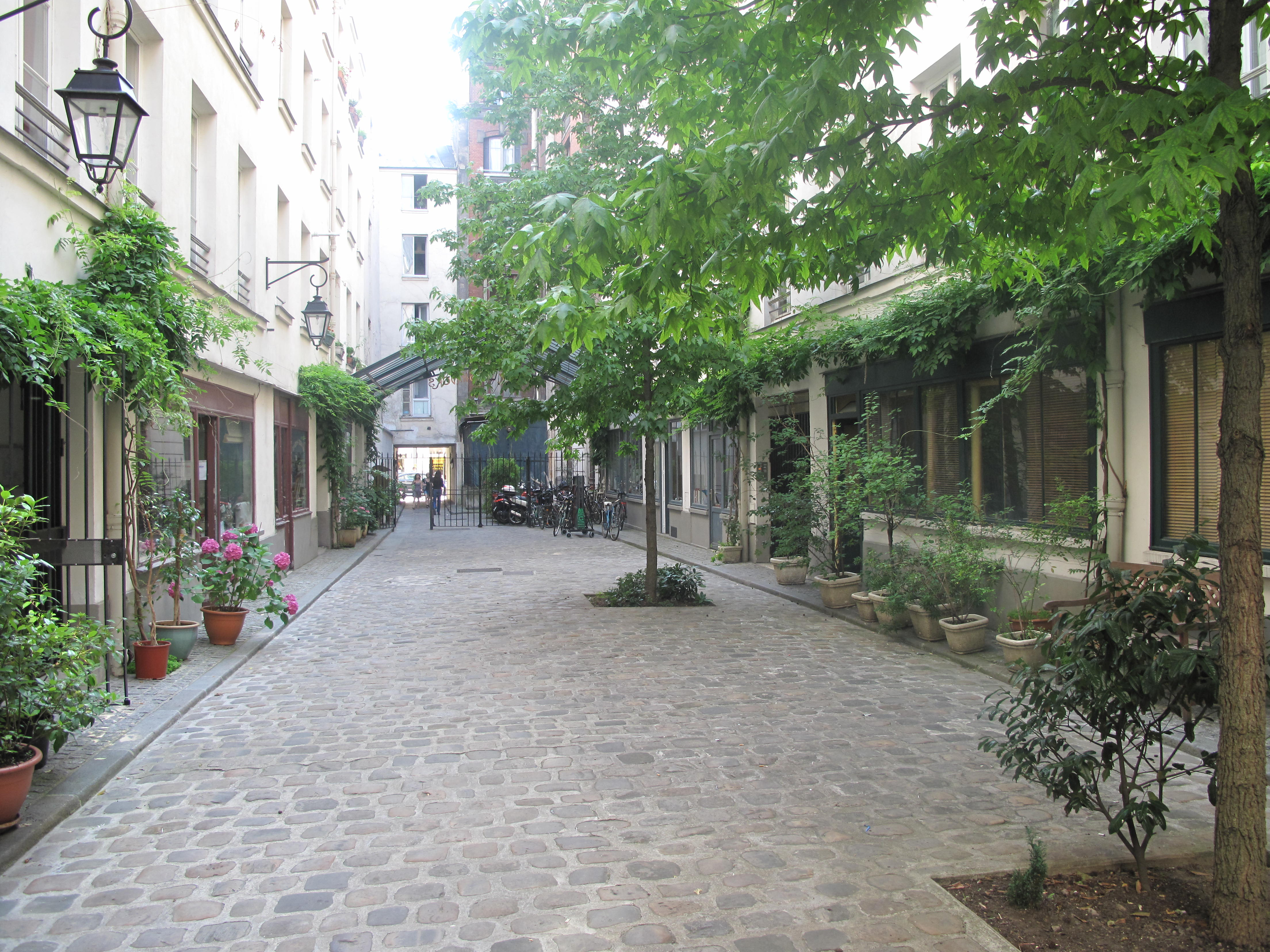
Rue du Faubourg-Saint-Antoine

Quartier de la Roquette (čtvrť Roquette) je 43. administrativní čtvrť v Paříži, která je součástí 11. městského obvodu. Má rozlohu 117,2 ha a ohraničují ji ulice Rue de Charonne na jihu, Boulevard Beaumarchais, náměstí Place de la Bastille a část Rue du Faubourg-Saint-Antoine západě, Rue du Chemin-Vert na severu a Boulevard de Ménilmontant a Boulevard de Charonne na východě.
Čtvrť byla pojmenována podle ulice Rue de la Roquette, která prochází jejím středem. Pomístní jméno Roquette je odvozeno od rostliny rokety.

## Historie
Oblast byla tradičně za hranicemi Paříže. V 17. století území patřilo různým náboženským řádům a sloužilo jako zelinářské zahrady. Zdejší klášter byl zrušen za Francouzské revoluce a v letech 1817 a 1823 byly pozemky rozparcelovány a zastavěny. Od roku 1830 zde byla v provozu Věznice Roquette. Grande Roquette, kde byli popravováni odsouzenci na smrt a shromažďováni odsouzenci k deportaci. Petit Roquette sloužil nejprve jako věznice pro nezletilé pachatele ve věku 6-20 let. V roce 1932 byl změněn na ženskou věznici. A v roce 1974 zbořen. Zůstala pouze vstupní brána v ulici Rue de la Roquette, která byla v roce 2008 rekonstruována. Na místě byly postaveny obytné budovy. Většina zástavby však pochází z přelomu 19. a 20. století, protože se zde neprojevila vlna výstavby po roce 1945 jako v jiných okrajiových čtvrtích. V 70. a 80. letech 20. století se ve čtvrti usadilo mnoho rodin imigrantů.

## Vývoj počtu obyvatel
| Rok sčítání | Počet obyvatel | Hustota zalidnění (ob./km²) |
| ----------- | -------------- | --------------------------- |
| 1954        | 65 634         | 56 002                      |
| 1962        | 62 101         | 52 987                      |
| 1968        | 57 310         | 48 899                      |
| 1975        | 49 720         | 42 423                      |
| 1982        | 46 364         | 39 560                      |
| 1990        | 47 925         | 40 892                      |
| 1999        | 47 520         | 40 316                      |